# 聖馬克區 (多米尼克)
聖馬克區是中美洲國家多米尼克的10個行政區之一，位於該國南部，北毗聖盧克區，東接聖帕特里克區，南面和西面是加勒比海，面積9.9平方公里，2011年人口1,834。
蘇弗里耶爾和斯科茨角為該區的主要聚居地。該區的另一個村莊為加利恩。